# Hermann Schütt
Hermann Schütt (* 3. Februar 1888 in Neuengamme; † 24. November 1973 in Hamburg) war ein deutscher Pädagoge und Hochschullehrer.

## Leben und Wirken
Hermann Schütt war der Sohn eines Gemüsebauern. Er besuchte in seinem Geburtsort Neuengamme die Gemeindeschule und anschließend die Stadtschule in Bergedorf. Von 1906 bis 1909 absolvierte er eine Ausbildung an der Präparandenanstalt des Lehrerseminars in Ratzeburg. Danach ging er nach Hamburg, wo er 1910 das erste und zwei Jahre später das zweite Staatsexamen ablegte. 1911 bekam er die Zulassung als Gesangslehrer für höhere Schulen und in der Lehrerausbildung. Im April 1913 erhielt er eine feste Stelle und wurde vereidigt. In diesem Jahr erwarb er auch das Hamburger Bürgerrecht. Außerdem spielte er als Organist in der Sankt-Petri-Kirche.
Während des Ersten Weltkriegs leistete Schütt 1914/15 Kriegsdienst und galt danach als „garnisonsdienstfähig“. Ein Jahr später zum Volksschullehrer ernannt, unterrichtete er ab 1917 an der Realschule, in deren Gebäude heute die Heinrich-Hertz-Schule zu finden ist. Die Realschule entwickelte sich nach den Ideen Alfred Lichtwarks zur Lichtwarkschule weiter, deren Gründungskollegium Schütt angehörte. Hier unterrichtete er Musik und leitete das Schulorchester. Dieses begleitete Aufführungen der Schule, die auch außerhalb Hamburgs bekannt wurden.
Das Konzept der Lichtwarkschule räumte dem Musikunterricht einen wichtigen Stellenwert ein. Er galt als Ergänzung und Gegenstück zum Kulturkundeunterricht, der die Fächer Deutsch, Geschichte und Religion umfasste. Der Unterricht folgte insbesondere den Vorstellungen der Jugendmusikbewegung und den von Leo Kestenberg angeregten Reformen. Hermann Schütt, der den Unterricht seit Schulgründung im Wesentlichen verantwortete, wollte mehr als das „übliche Schulsingen“ vermitteln und die Schüler dazu anregen, das „tiefer liegende Sein der Musik“ zu ergründen. Das Lehrprogramm folgte den Konzepten der Herausgeber Fritz Jöde und Konrad Ameln. Neben Volks- und Wanderliedern gehörten polyphone Musik bis zur Zeit Johann Sebastian Bachs  und auch neuere Künstler wie Igor Strawinsky zum Lehrplan. Bei Schulaufführungen waren Werke Kurt Weills und Paul Hindemith zu hören. Von 1925 bis 1935 begleitete Schütt mit einem Kinderchor Radiosendungen Fritz Jödes, die sonntags gesendet wurden.
1937 löste die Landesunterrichtsbehörde die Lichtwarkschule auf. Schütt wechselte an das Wilhelm-Gymnasium und unterrichtete von 1941 bis 1945 an der Walddörferschule. Aufgrund seiner Mitgliedschaft in der NSDAP galt er nach Kriegsende als „slightly incriminated“, konnte aber ab 1946 in der Lehrerausbildung arbeiten. Dabei half ihm sein früherer Vorgesetzter Heinrich Landahl, der in seiner neuen Position als Schulsenator Schütts bisherige Leistungen lobte. 1950 erhielt er einen Ruf der Hochschule für Musik. Als Professor leitete er das Seminar für Schulmusikerzieher bis zur Pensionierung 1954 und unterrichtete später im Auftrag.
Die handschriftlich verfassten Memoiren Hermann Schütts sind heute im Hamburger Schulmuseum zu finden.

## Familie
1913 heiratete Hermann Schütt Anne Cordes (* 1890). Das Ehepaar bekam drei Kinder, von denen der älteste Sohn während des Zweiten Weltkriegs 1941 an der Front starb. Nach dem Tod Anne Cordes 1943 heiratete der Pädagoge Hildegard Himstedt, mit der er keine Kinder hatte. Diese 17 Jahre jüngere zweite Ehefrau starb 1949.